# Verandalux-Dries
Verandalux-Dries oder Dries-Verandalux war ein belgisches professionelles Radsportteam, das von 1984 bis 1985 bestand.

## Geschichte
Das Team wurde 1984 unter der Leitung von Roger Swerts gegründet. Im ersten Jahr wurden neben den Siegen ein zweiter Platz beim GP Impanis, ein dritter Platz bei der Lombardei-Rundfahrt, vierte Plätze beim Scheldeprijs, bei der Belgien-Rundfahrt und Ronde van Limburg erreicht. Außerdem belegte den achten Platz bei der Tour de Suisse. 1985 wurden bei Mailand-Sanremo die ersten beiden Plätze belegt und bei der Flandern-Rundfahrt 1985 der dritte Platz sowie Platz 4 bei Paris-Tours. Zweite Plätze gab es noch beim De Kustpijl und Druivenkoers. Am Ende der Saison 1985 löste sich das Team auf. Einige Fahrer und Manager Roger Swerts wechselten zum Team Skala-Skil.

## Doping
1985 wurde Leo Wellens nach den belgischen Meisterschaften beim Versuch der Manipulation der Urin-Probe erwischt. Er gestand den Versuch und wurde mit einer Geldstrafe und einer zwei-monatigen Sperre belegt.

## Erfolge
1984
- Nokere Koerse
- zwei Etappen Belgien-Rundfahrt
- eine Etappe Niederlande-Rundfahrt

1985
- Mailand-Sanremo
- vier Etappen Herald Sun Tour
- eine Etappe Tirreno-Adriatico
- Mannschaftszeitfahren Luxemburg-Rundfahrt
- eine Etappe Irland-Rundfahrt

## Wichtige Platzierungen
| Grand Tour            | 1984 | 1985 |
| --------------------- | ---- | ---- |
| Vuelta a EspañaVuelta | –    | –    |
| Giro d’ItaliaGiro     | –    | –    |
| Tour de FranceTour    | –    | –    |

| Monument                 | 1984 | 1985 |
| ------------------------ | ---- | ---- |
| Mailand–Sanremo          | 51   | 1    |
| Flandern-Rundfahrt       | –    | 3    |
| Paris–Roubaix            | –    | 8    |
| Lüttich–Bastogne–Lüttich | –    | 23   |
| Lombardei-Rundfahrt      | 3    | 30   |

## Bekannte ehemalige Fahrer
- Jan Bogaert (1984–1985)
- Uwe Bolten (1984–1985)
- Teun van Vliet (1984–1985)
- Dirk Demol (1985)
- Hennie Kuiper (1985)
- Adri van Houwelingen (1985)
- Gery Verlinden (1985)